# John Lee Hooker junior

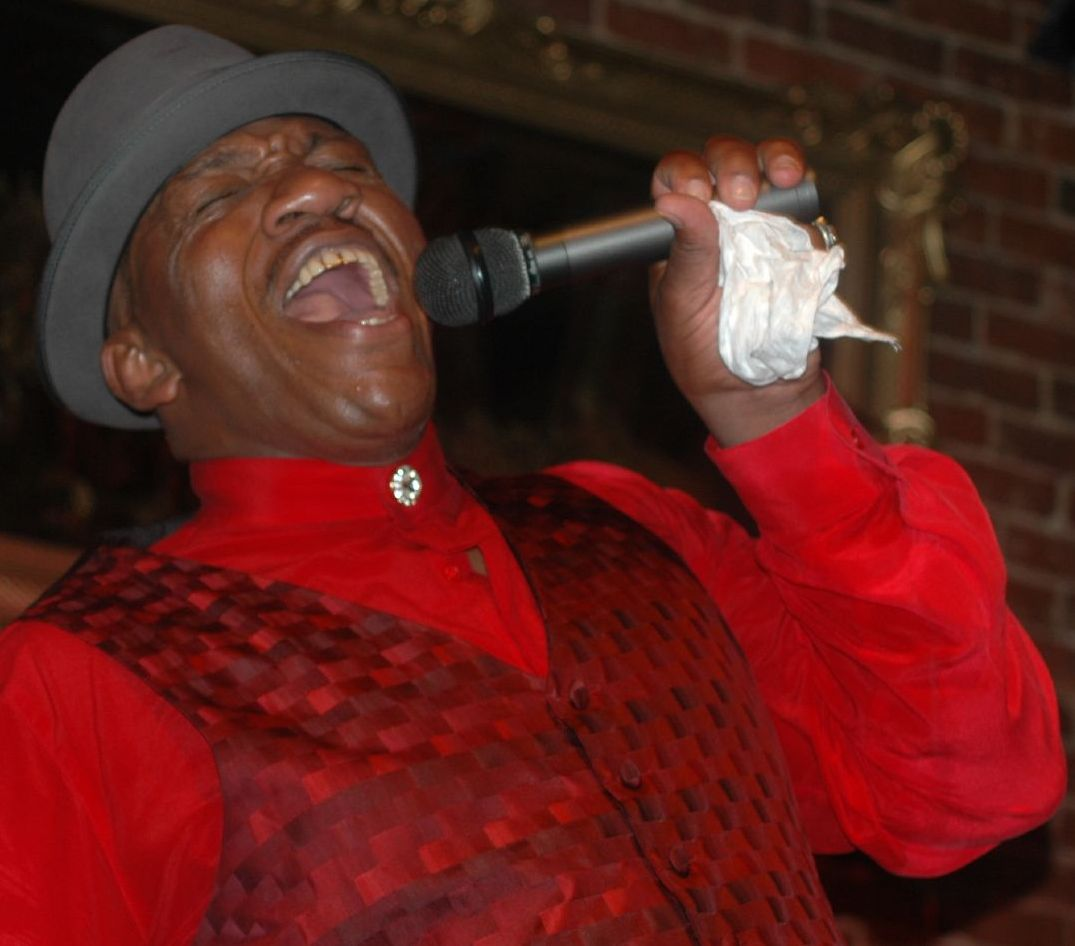
John Lee Hooker junior

John Lee Hooker junior (* 13. Januar 1952 in Detroit, Michigan) ist ein US-amerikanischer Bluessänger und der Sohn der Blues-Legende John Lee Hooker.
Im Vergleich zu seinem Vater, der eher ein Vertreter des Mississippi Delta Blues war, tendiert der Bariton Hooker Jr. mehr zum urbanen, elektrischen Blues Detroits und Chicagos, kombiniert mit weiteren Musikstilen. Er selbst beschreibt seinen Musikstil als „zwei Teile R&B, einen Teil Jazz und der Rest ist down home blues“. Als wichtigste Einflüsse benennt er dennoch seinen Vater, jedoch auch Johnny Guitar Watson, Big Mama Thornton, Jimmy Reed, Jimi Hendrix, B.B. King und Albert King.

## Jugend und frühe Karriere
Hooker kam durch seinen Vater, der ihn schon als Kind häufig zu Radiointerviews und Auftritten in Nachtclubs mitnahm, früh mit dem Musikgeschäft in Kontakt. So hatte er schon als Achtjähriger seinen ersten musikalischen Auftritt im Programm von Detroits WJBK-Radiostation, bei dem ihn sein Vater spontan ins Mikrofon singen ließ. Als Teenager trat er mit seinem Vater und dessen Begleitband, der Coast to Coast Blues Band auf (z. B. zusammen mit Jimmy Reed im Fox Theatre von Detroit) und übernahm bei den Plattenaufnahmen zu Live at Soledad Prison (1972, ABC Records) einige Gesangsparts. Auf den Tourplakaten seines Vaters wurde er besonders hervorgehoben und eröffnete regelmäßig dessen Konzerte durch die Darbietung eines Songs.

## Leben
Seine eigene musikalische Zukunft blieb jedoch lange Zeit ungewiss, denn Hooker Jr. hatte schon als Jugendlicher mit Alkohol- und Drogenabhängigkeit zu kämpfen, die er auch als Erwachsener lange Zeit nicht überwinden konnte. Sein Vater widmete ihm aus Sorge über seinen Zustand den 1971 erschienenen Song Kick Hit 4 Hit Kix U (Blues for Jimi and Janis), der in erster Linie keine Hommage an Jimi Hendrix und Janis Joplin darstellt; stattdessen erinnert Hooker Sr. an das tragische Schicksal der beiden und lässt den Song in seinem fast hypnotischen Stil in einen Appell gegen den Drogenmissbrauch von Jugendlichen münden. Der junge Hooker wandte sich dennoch vorläufig von der Musik ab und schlug sich zeitweise als Maurer, Gärtner und Straßenfeger durch, wurde mehrfach wegen Drogenbesitzes inhaftiert und war schließlich von Obdachlosigkeit bedroht.
Obwohl er auch in den 1990er Jahren sporadisch zusammen mit seinem Vater auftrat, verhinderten seine privaten Probleme weiterhin, dass er seinen Traum, eine eigene erfolgreiche Musikkarriere, in die Tat umsetzen konnte. Den entscheidenden Anstoß seinen Lebenswandel zu ändern, gab ihm eine durch Drogenmissbrauch verursachte Nahtod-Erfahrung, die ihm einen zehntägigen Krankenhausaufenthalt und eine weitere Gerichtsverhandlung einbrachten. Die Androhung einer langen Haftstrafe, sein starker Glauben an Gott und die Unterstützung seiner Familie halfen ihm jedoch, nach eigener Aussage, eine Entziehungskur erfolgreich hinter sich zu bringen.
Hooker Jr. ist mit einer Deutschen verheiratet und lebt im niedersächsischen Cloppenburg.

## Solokarriere
Erst nach jahrzehntelangem Kampf gegen seine Alkohol- und Drogensucht, der Scheidung von seiner Frau, im Alter von 52 Jahren und drei Jahre nach dem Tod seines Vaters, der 2001 im Alter von 83 Jahren verstarb, veröffentlichte Hooker Jr. im Jahr 2004 sein Debütalbum Blues with a Vengeance, das vom Publikum und der Kritik gut aufgenommen und mit diversen Preisen ausgezeichnet wurde. Neben einer Grammy-Nominierung im Jahr 2005 in der Kategorie Best Traditional Blues Album erhielt er im selben Jahr den W.C. Handy Award der Blues Foundation in der Kategorie für das beste Debütalbum, nachdem er im Jahr zuvor bereits von der Bay Area Blues Society mit dem Comeback Artist of the Year-Preis und einem California Blues Award in der Kategorie Outstanding Blues Album ausgezeichnet worden war.
Das Album enthält neben acht selbstgeschriebenen Songs und einer Version von T-Bone Walkers Stormy Monday drei Coverversionen bekannter Hits seines Vaters, darunter Boom Boom und One Bourbon, One Scotch and One Beer, denen er jedoch seine eigene, spezielle Note verleiht. Seine Version des letztgenannten Songs ist letztendlich eine Anspielung auf sein eigenes Leben. Während in der Originalversion der Protagonist seinen Alkoholkonsum fortsetzt, ändert er in der neuen Version sein Leben, schwört dem Alkohol ab und antwortet auf die Frage des Barkeepers, ob er das übliche servieren solle: No, give me one Coke, one Sprite and root beer. I don’t do the things I used to do.
Hooker, der unter anderem auf Auftritte mit B. B. King, Luther Allison, Bo Diddley, Charlie Musselwhite, Elvin Bishop und Canned Heat zurückblicken kann, veröffentlichte Ende Juni 2006, nach einer langen Tour durch Nordamerika, Europa, Afrika und Australien, sein zweites Album Cold as Ice, das deutliche Funk-Einflüsse aufwies. Auch auf diesem Album wurde er von Gastmusikern und seiner Band musikalisch unterstützt. Zu dieser gehören unter anderem der Keyboarder Will „Roc“ Griffin, der unter anderem mit Herbie Hancock zusammengearbeitet und schon Hookers Debüt-Album produziert hat und der Lead-Gitarrist John Garcia Jr., der früher bereits Hookers Vater und andere bekannte Künstler wie Albert King begleitet hat.
Für sein drittes Studioalbum All Odd´s against me von 2008 erhielt Hooker abermals eine Grammy-Nominierung in der Kategorie Best Traditional Blues Album. Im Jahr 2010 folgte Hookers erstes Live-Album Live In Istanbul, Turkey, das auf dem Efes Pilsen Blues Festival aufgenommen wurde.

## Diskografie
- Live at Soledad Prison (1972, ABC Records), zusammen mit seinem Vater John Lee Hooker Sr.
- Blues with a Vengeance (2004, Kent Records)
- Cold as Ice (27. Juni 2006, Telarc Records)
- All Odd’s against me (25. November 2008, Steppin’ Stone Records / Jazzhaus Records)
- Live In Istanbul, Turkey (2010, Steppin’ Stone Records / Jazzhaus Records)